# Anna-Monika Tzschichhold
Anna-Monika Tzschichhold (auch Tzschichold; * 20. September 1929 in Nieschütz) ist eine deutsche Textilgestalterin.

## Leben und Werk
Anna-Monika Tzschichhold arbeitete von 1948 bis 1950 als Neulehrerin. Von 1950 bis 1954 studierte sie an der mehrfach umbenannten späteren Hochschule für industrielle Formgestaltung Halle – Burg Giebichenstein und machte einen Fachschulabschluss. Anschließend war sie dort bis 1960 Hochschullehrerin und Leiterin einer Textilwerkstatt.
Nach einem weiteren Studium an der Hochschule bei Willi Sitte, Irmgard Glauche und Hannes H. Wagner von 1960 bis 1962 erwarb sie das Hochschuldiplom. Von 1962 bis 1966 war sie an der Hochschule künstlerisch-wissenschaftliche Mitarbeiterin. Danach arbeitete sie in Halle (Saale) als freischaffende Textilgestalterin. Sie gehörte zu den bedeutendsten Bildwirkerinnen der DDR.
Anna-Monika Tzschichhold war Mitglied des Verbands Bildender Künstler der DDR, sie wurde in der DDR mit dem Orden Banner der Arbeit und 1983 mit dem Vaterländischen Verdienstorden in Bronze geehrt.
Am 20. September 2019 wurde Anna-Monika Tzschichhold im Amtsblatt der Stadt Halle (Saale) zum 90. Geburtstag gratuliert.

## Von Anna-Monika Tzschichhold geschaffene Bildteppiche (Auswahl)
- Herbstlich gedeckter Tisch (1975, 198 × 134 cm; vormals im Lindenrestaurant des Palasts der Republik)[2]
- Zugvögel (1975, 198 × 99 cm; vormals im Lindenrestaurant des Palasts der Republik)[2][3]
- Parklandschaft (1977)
- Rote Fahnen (1978, 200 × 230 cm)

## Ausstellungen (unvollständig)
- 1977/1978 und 1982/1983: Dresden, VIII. und IX. Kunstausstellung der DDR
- 1979: Halle/Saale, Bezirkskunstausstellung
- 2019: Rostock, Kunsthalle Rostock („Palast der Republik – Utopie, Inspiration, Politikum“)